# Joseph Andersen Falster
Joseph Andersen Falster Bielke til Bellinge (Skåne) og Snöstorp (Halland) (død 10. december 1562) var en dansk admiral.
Han var søn af Anders Josephsen Bielke til Bellinge, men tog sin slægtsnavnet fra sin mor, Anna Jørgensdatter Falster. Familienavnet Bielke (Bjælke, fra slægtens våbenskjold) blev først efterfølgende anvendt.
Han var bror til Jørgen Andersen Falster i Horreby (død efter 1547) og Mogens Andersen Falster (død 1571).
Som medlem af den skånske adel deltog han i grevefejden og blev i slutningen af 1534 sammen med Christoffer Huitfeldt sendt til de svenske anførere i Væ, sluttede på den skånske adels vegne forbund med disse og 
anerkendte Christian 3. I begyndelsen af 1535 sendtes han derpå efter kong Gustavs opfordring sammen med Peder Skram til Stockholm for at overtage befalingen på kongens skib "Store Kravelen" og deltog som skibschef under Peder Skrams Overbefaling i et stort slag ved Bornholm mod lybeckerne. Han tjente også under Peder Skram i det følgende år og anførte i 1537 en flåde på 14 skibe, der blev sendt til Norge for også at bringe det under Christian 3. Han optrådte ved den lejlighed bl.a. sammen med rigsråd Truid Ulfstand, sin fætter Jens Thillufsen Bielke fra Gyllarp som kongelig kommissær for at undertvinge Norge, afsætte biskopperne og ordne de nye forhold. I 1536 blev han forlenet han med Snedstrup bispegård i Halland. Som hallandsk lensmand blev han anvendt til offentlige hverv og ledsagede i 1548 prins Frederik, den senere Frederik 2., til kongehyldingen i Oslo.
Han blev gift med Margrethe Ågesdatter Gere til Gedsholm. De fik datteren Anne Andersdatter Bielke.